# Discestra brunnescens
Discestra brunnescens är en fjärilsart som beskrevs av Heydemann 1933. Discestra brunnescens ingår i släktet Discestra och familjen nattflyn. Inga underarter finns listade i Catalogue of Life.